# Wymington
Wymington – wieś w Anglii, w hrabstwie ceremonialnym Bedfordshire, w dystrykcie (unitary authority) Bedford. Leży 18 km na północny zachód od centrum miasta Bedford i 91 km na północ od centrum Londynu.